# Erythrogryllacris soror
Erythrogryllacris soror är en insektsart som först beskrevs av Brunner von Wattenwyl 1888.  Erythrogryllacris soror ingår i släktet Erythrogryllacris och familjen Gryllacrididae. Inga underarter finns listade i Catalogue of Life.